# Барашівська вулиця (Житомир)
Вулиця Барашівська  — вулиця у Богунському районі Житомира, на Мальованці. Напрямковий топонім, був дорогою до села Барашівка, від котрого згодом і отримав назву.

## Розташування
Починається від вулиці Троянівської, прямує, звиваючись, на північний захід, закінчується перетином з вулицею Санаторною. Вулиця розміщується обіч річки Кам'янка, подекуди являючись її набережною.
Перетинається з вулицями Святого Йоана Павла II, Кармелюка, Каховською, Радивилівською та Дібровною, 1-м Кармелюка, 1-м Барашівським, 2-м Барашівським, Ясеневим та 3-м Сосновим провулками, Стрімким та Кам'яним узвозами.
Довжина вулиці — 2300 метрів.

## Історія
Попередні назви — Зарічненська вулиця, Зарічна вулиця. Окремі частини вулиці свого часу мали назви Барашівський провулок та вулиця Левченка.
Рішенням сесії Житомирської міської ради від 28 березня 2008 року № 583 «Про затвердження назв топонімічних об'єктів у місті Житомирі» для об'єкту було затверджено назву вулиця Барашівська.

## Транспорт
- Автобус № 5, 58 — вулиця Троянівська, зупинка «Музична школа», № 14 — на вулиці Сосновій, зупинка «Вулиця Барашівська».